# 鹿児島県立徳之島高等学校
鹿児島県立徳之島高等学校（かごしまけんりつ とくのしまこうとうがっこう、Kagoshima Prefectural Tokunoshima High School）は、鹿児島県大島郡徳之島町亀津に所在する公立高等学校。略称「徳高」。
2006年（平成18年）4月に鹿児島県立徳之島農業高等学校を統合し、従来の普通科に加えて総合学科を設置した。

## 概要
設置課程・学科
全日制課程
- 普通科
- 総合学科 - 3系列（生物生産、情報ビジネス、生活科学）

校訓
「敬愛・向学・共生」
校章
旧校章
蘇鉄の葉と八稜鏡を組み合わせたものを背景にして、中央に「高」の文字（旧字体）を置いている。
現校章
作者は木下昭二（元・美術科教諭）。奄美諸島に群生する「蘇鉄の葉」、学問を表す「ペン先」、太陽・鏡・波を表す「輪」を組み合わせたものを背景にして、中央に「徳高」の文字（縦書き）を置いている。またこれとは別に校名「徳之島」（Tokunoshima）の頭文字Toの文字をモチーフにしたシンボルマークもある。
校歌
旧校歌
作詞は泉芳朗、作曲は早瀬雄造による。歌詞は4番まであり、各番とも「徳州高校」で終わる。
現校歌
旧・徳之島農業高等学校との統合にあたり、その直前の2005年（平成17年）12月20日に新しく制定された。作詞は関琢夫（元・校長）、作曲は幸多優（元・音楽科教諭）による。歌詞は3番まであり、校名は歌詞に登場しない。

## 沿革
前史
- 1935年（昭和10年）8月31日 - 青年学校令の施行により亀津町立青年学校が設立される。
- 1945年（昭和20年）9月2日 - 米軍により奄美群島が本土から分割され、琉球列島米国民政府の統治下に置かれる。
- 1946年（昭和21年）3月31日 - 「亀津町立高等女学校」を併設。
- 1947年（昭和22年）3月31日 - 「亀津町立実業学校」を設立。

新制高等学校発足
- 1949年（昭和24年）4月10日 - 学制改革に伴い、上記校を廃止の上、亀津町・東天城村・天城村組合立徳之島高等学校（3年制普通科・1年制家庭別科）が設置される。
- 1950年（昭和25年）
  - 5月30日 - 移管の上、臨時北部南西諸島政府立徳之島高等学校に改称。
  - 11月25日 - 移管により、奄美群島政府立徳之島高等学校に改称。
- 1951年（昭和26年）4月1日 - 家庭別科を1年制から2年制に延長 。
- 1952年（昭和27年）7月30日 - 移管により徳之島高等学校連合教育委員会 徳之島高等学校に改称。
- 1953年（昭和28年）
  - 4月1日 - 家庭別科を廃止し、家庭科（3年制）を設置。
  - 12月25日 - 日本復帰に伴い、鹿児島県に移管され、鹿児島県立徳之島高等学校と改称。
- 1954年（昭和29年）4月1日 - 鹿児島県立伊仙農林高等学校との統合により、鹿児島県立綜合高等学校亀津教場と改称。
  - 旧・伊仙農林高等学校は伊仙教場となる。
- 1956年（昭和31年）4月1日 - 鹿児島県立徳之島高等学校亀津校舎と改称。同時に伊仙教場も伊仙校舎に改称。
- 1963年（昭和38年）3月1日 - 商業科を新設。
- 1964年（昭和39年）4月1日 - 伊仙校舎を伊仙分校と改称。
- 1967年（昭和42年）4月1日 - 伊仙分校が分離し、鹿児島県立徳之島農業高等学校として独立。
- 1972年（昭和47年）3月31日 - 商業科の募集を停止。
- 1974年（昭和49年）3月31日 - 商業科を廃止。
- 1976年（昭和51年）3月31日 - 家庭科の募集を停止。
- 1978年（昭和53年）3月31日 - 家庭科を廃止。
- 2006年（平成18年）4月1日 - 鹿児島県立徳之島農業高等学校と統合し、普通科に加えて総合学科を設置（徳之島農業高等学校は生徒募集を停止）。
- 2008年（平成20年）3月31日 - 鹿児島県立徳之島農業高等学校が廃止される。
- 2013年（平成25年）4月1日 - 鹿児島県立大島養護学校高等部の訪問教育のために特別支援室が併設される。

## 部活動
運動部
- サッカー部
- 野球部
- バスケットボール部
- バレーボール部
- バレーボール部
- テニス部
- 陸上競技部
- ハンドボール部
- 卓球部
- 空手道部（1989年から2018年迄、30年連続全国選抜大会出場で表彰される）
- 柔道部
- 剣道部
- 弓道部

文化部
- 音楽部
- 美術部
- 写真部

## 著名な出身者
- 桂楽珍（落語家）
- 一ノ矢充（力士）
- 徳田虎雄（代議士・医師 / 中退）
- 徳田秀子（薬剤師・徳洲会副理事長）